# Milà-Sanremo 1936
La Milà-Sanremo 1936 fou la 29a edició de la Milà-Sanremo. La cursa es disputà el 19 de març de 1936, sent el vencedor final l'italià Angelo Varetto, que s'imposà a l'esprint al seu company d'escapada Carlo Romanatti.
144 ciclistes hi van prendre part, acabant la cursa 60 d'ells.

## Classificació final
|    | Ciclista         | Equip | Temps      |
| -- | ---------------- | ----- | ---------- |
| 1  | Angelo Varetto   | -     | 7h 43' 00" |
| 2  | Carlo Romanatti  | -     | m. t.      |
| 3  | Olimpio Bizzi    | -     | + 4' 40"   |
| 4  | Giovanni Gotti   | -     | m. t.      |
| 5  | Adriano Vignoli  | -     | m. t.      |
| 6  | Giuseppe Olmo    | -     | m. t.      |
| 7  | Augusto Introzzi | -     | m. t.      |
| 8  | Aladino Mealli   | -     | m. t.      |
| 9  | Mario Cipriani   | -     | m. t.      |
| 10 | Giotto Cinelli   | -     | + 5' 00"   |